# هامردال
هامردال (به سوئدی: Hammerdal) یک منطقهٔ مسکونی در سوئد است که در بخش استرومسوند واقع شده‌است. هامردال ۲٫۲۹ کیلومتر مربع مساحت و ۹۷۴ نفر جمعیت دارد.